# David Karanka
David Karanka de la Hoz (Vitoria, Álava, 20 de abril de 1978) es un exfutbolista y entrenador de fútbol español que jugaba como delantero. Es el hermano menor de Aitor Karanka. 

## Trayectoria

### Como jugador
Nació en Vitoria, aunque tiene ascendencia palentina, ya que su madre era de Santillana de Campos, en el municipio de Osorno la Mayor. Se formó en la cantera del Athletic Club desde 1994. Comenzó a jugar en el C. D. Basconia en 1997 y, posteriormente, pasó a las filas del Bilbao Athletic. Debutó en Primera División con el Athletic Club el 14 de mayo de 2000. La campaña siguiente fue cedido al C. F. Extremadura de Segunda División, donde anotó quince goles. En la temporada 2001-02 regresó al Athletic, donde marcó dos goles en ocho partidos. En 2002 fue cedido al Real Murcia C. F., con el que logró quince goles y, además, el ascenso a Primera División.
En 2003 el club murciano lo fichó en propiedad a cambio 180 000 euros y anotó siete goles en la máxima categoría. Tras pasar un último año con el Murcia en Segunda División, fichó por el Real Sporting de Gijón en 2005. Comenzó la temporada 2007-08 contando con pocos minutos de juego en el equipo asturiano, por lo que fichó por el Real Unión Club en enero de 2008. En agosto del mismo año, fue traspasado a la U. E. Sant Andreu. Para la temporada 2009-10 se comprometió con el C. D. Guijuelo pero, en el mercado de invierno, fichó por el Orihuela C. F. En el verano de 2010 firmó por el C. D. Cieza de Tercera División, equipo en el que puso fin a su carrera deportiva en 2013 y donde anotó más de 60 goles durante esas tres temporadas.

### Como entrenador
En octubre de 2013 ingresó en el cuerpo técnico de la Federación de Fútbol de la Región de Murcia para desempeñar el cargo de seleccionador regional en categoría alevín.
En 2014, fue contratado por el Real Murcia CF, donde dirigió a sus equipos cadete y juvenil hasta que pasó a ejercer como segundo entrenador de Manuel Real Jiménez en el primer equipo durante la temporada 2017-18.
En la temporada 2018-19, firmó en el Nottingham Forest F.C. de la Championship inglesa para formar parte del cuerpo técnico del primer equipo como asistente de Aitor Karanka.
En julio de 2020, se incorpora al Birmingham City F.C. ocupando el mismo puesto en el primer equipo como asistente de Aitor Karanka.
El 6 de enero de 2023, firma por el Panamá City FC de la Liga Prom.

## Clubes

### Como jugador
| Club                   | País   | Año       |
| ---------------------- | ------ | --------- |
| C. D. Basconia         | España | 1997-1998 |
| Bilbao Athletic        | España | 1998-2000 |
| C. F. Extremadura      | España | 2000-2001 |
| Athletic Club          | España | 2001-2002 |
| Real Murcia C. F.      | España | 2002-2005 |
| Real Sporting de Gijón | España | 2005-2008 |
| Real Unión Club        | España | 2008      |
| U. E. Sant Andreu      | España | 2008-2009 |
| C. D. Guijuelo         | España | 2009-2010 |
| Orihuela C. F.         | España | 2010      |
| C. D. Cieza            | España | 2010-2013 |

### Como entrenador
| Club                                        | País       | Año       |
| ------------------------------------------- | ---------- | --------- |
| Real Murcia CF Fútbol Base                  | España     | 2014-2017 |
| Real Murcia CF (Segundo entrenador)         | España     | 2017-2018 |
| Nottingham Forest F.C. (Segundo entrenador) | Inglaterra | 2018-2019 |
| Birmingham City F.C. (Segundo entrenador)   | Inglaterra | 2020-2021 |
| Panamá City FC                              | Panamá     | 2023      |